# Зелёное (Шишацкий район)
Зелёное (укр. Зелене) — село,
Великобузовский сельский совет,
Шишацкий район,
Полтавская область,
Украина.
Код КОАТУУ — 5325780503. Население по переписи 2001 года составляло 11 человек.

## Географическое положение
Село Зелёное находится в 3-х км от правого берега реки Говтва,
на расстоянии в 0,5 км от сёл Науменки и Малая Бузова.
По селу протекает пересыхающий ручей с запрудой.